# Реакція Бейліса — Гільмана
Реакція Бейліса — Гільмана (рос. реакция Бейлиса — Хильмана, англ. Baylis-Hillman reaction) — реакція сполучення (англ. coupling) активованих вінільних систем з альдегідами, каталізована 1,4-діазабіцикло[2,2,2-октаном], яка відбувається з утворенням α-гідроксиалкільованих або α-гідроксиарильованих продуктів.
Розширено — реакція сполучення активованих вінільних систем з карбонільними та іміно сполуками RC(=X)R', де X = O, NCOOR, NTs, NSO2Ph; R' = H, COOR, Alk, каталізована третичними амінами.